# Ilektrikoi Sidirodromoi Athinon - Pireos

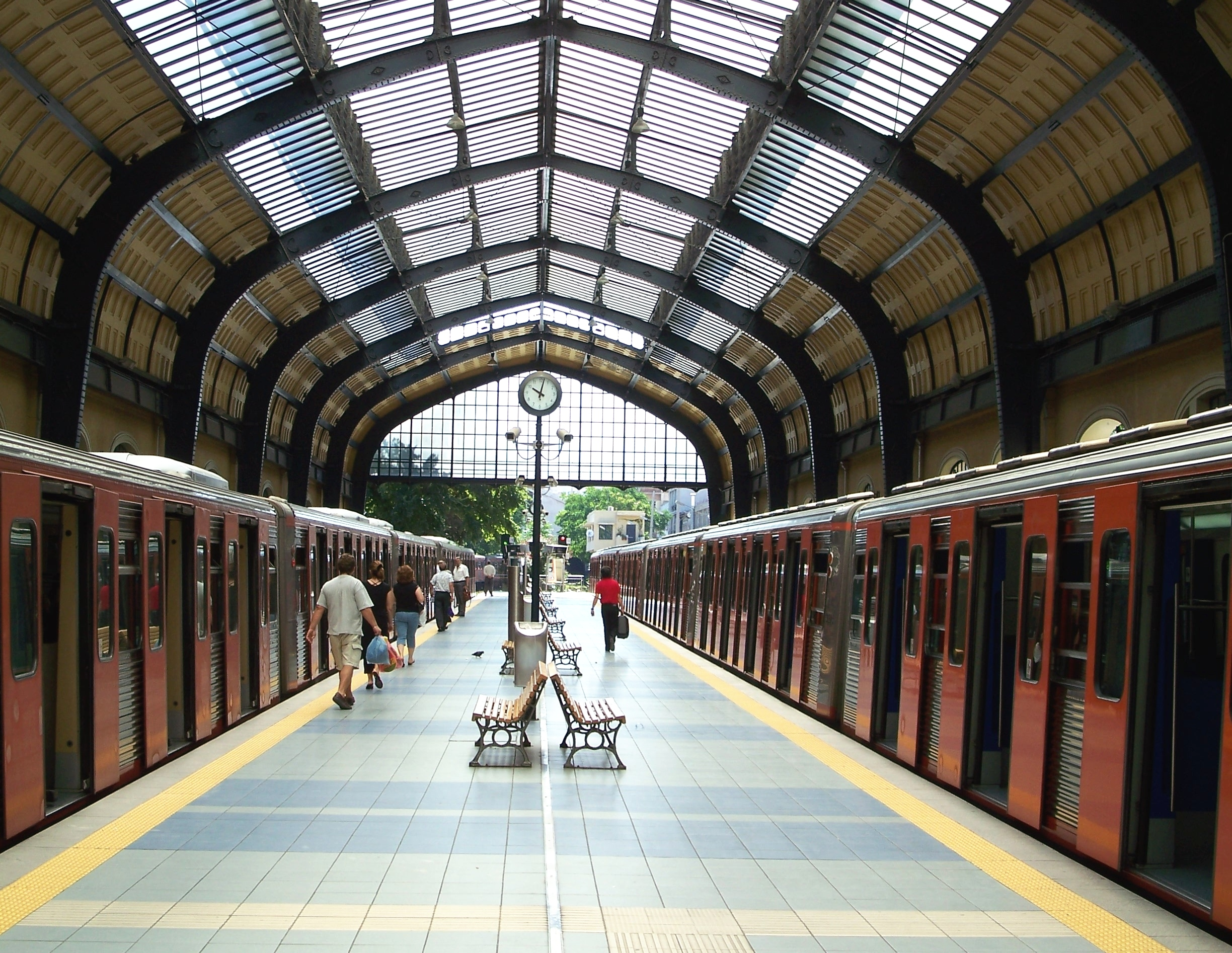
ISAP: stazione storica della metropolitana al Pireo

ISAP, acronimo di "Ilektrikoi Sidirodromoi Athinon - Pireos", in greco Η.Σ.Α.Π., "Ηλεκτρικοί Σιδηρόδρομοι Αθηνών - Πειραιώς", è stata un gestore di trasporto pubblico su rotaia ad Atene.

## Storia
L'azienda è stata ribattezzata ISAP nel 1976, quando cambiò il nome originario risalente al 1869: infatti, il 27 febbraio di tale anno venne inaugurata la prima linea metropolitana di Atene, collegante il suo porto, il Pireo, con il cuore della città, piazza Omonoia e ne fu affidato l'esercizio alla SAP.
La linea 1 fu elettrificata nel 1904 ed in seguito prolungata fino all'abitato di Kifissia, oltre lo stadio olimpico
Dal primo luglio 2011 ISAP è stata assorbita in STASY (acronimo di "Trasporti in sede fissa") assieme alla società AMEL, gestore delle linee 2 e 3 della metropolitana. STASY ha assorbito anche la società TRAM A.E., gestore della linea tranviaria che unsice il centro di Atene con i sobborghi litoranei di Vula e di Neo Fàliro.